# Uramya brevicauda
Uramya brevicauda är en tvåvingeart som beskrevs av Charles Howard Curran 1934. Uramya brevicauda ingår i släktet Uramya och familjen parasitflugor.
Artens utbredningsområde är Venezuela. Inga underarter finns listade i Catalogue of Life.